# Universiteit van Assioet
De Universiteit van Assioet (Engels: Assiut University, Arabisch: جامعة أسيوط) is een openbare universiteit in Assioet, in centraal-Egypte. Ze werd opgericht in 1957 en is daarmee de oudste universiteit van Opper-Egypte. Er wordt college gegeven in het Engels en het Arabisch. Volgens Webometrics wordt de universiteit gerankt als vijfde van Egypte, 15e van de Arabische wereld, 19e van Afrika en 1924e van de wereld.

## Geschiedenis
De Universiteit van Assioet werd opgericht in 1957. Destijds waren er slechts 27 stafleden, terwijl dat er in 2012 19.375 waren. De eerste faculteiten die werden opgericht, waren de Faculteiten Techniek en Natuurwetenschappen. De meeste andere faculteiten werden opgericht in de jaren 60 en 90 van de twintigste eeuw.

## Visie, missie en doelen

### Visie
De visie van de Universiteit van Assioet is dat leiderschap in het bouwen van een kennissamenleving het aanbieden van goed onderwijs, vooruitstrevend onderzoek en maatschappijverbeterende activiteiten betekent.

### Missie
De universiteit heeft als missie het inzetten van menselijke energie om de toekomstvisie van de universiteit te bereiken door middel van het verzorgen van onderwijs die voldoet aan de eisen van het heden en de toekomst, het voorbereiden van generaties uitstekende afgestudeerden die goed in de lokale en internationale arbeidsmarkt liggen; afgestudeerden die uitblinken in wetenschappelijk en technologisch onderzoek, en het aanbieden van onderzoeksprogramma's die kennis vergroten en bijdragen aan sociale ontwikkeling.

### Doelen
De universiteit stelt zich de volgende doelen:
- Uitstekende afgestudeerden afleveren die innovatief zijn en goed in de arbeidsmarkt liggen
- Het ontwikkelen van masterstudies, PhD-posities en onderzoekscapaciteit van de universiteit
- Het versterken van de relatie tussen de universiteit en de samenleving
- Het creëren van een effectieve administratieve organisatie
- Het vaststellen van universitaire waarden en normen
- University colleges en instituten stimuleren om geaccrediteerd te worden

## Faculteiten
De universiteit heeft de volgende 17 faculteiten:
| - Faculteit Natuurwetenschappen (voertaal: Engels) - Faculteit Techniek (Engels, behalve Bouwkunde: Arabisch) - Faculteit Landbouwwetenschappen (Arabisch) - Faculteit Geneeskunde (Engels) - Faculteit Farmacie (Engels) - Faculteit Diergeneeskunde (Engels) - Faculteit Handel (Arabisch, behalve Engelstalige handelsstudies) - Faculteit Educatie (Arabisch) - Faculteit Rechtsgeleerdheid (Arabisch, behalve een Frans gedeelte) |  | - Faculteit Lichamelijke Opvoeding (Arabisch) - Faculteit Verpleegkunde (Engels) - Faculteit Specifieke Educatie (Arabisch) - Faculteit Educatie, New Valley Campus (Arabisch) - Faculteit Sociaal Werk (Arabisch) - Faculteit Kunst en Cultuur (Arabisch) - Faculteit Informatica (Engels) - Faculteit Tandheelkunde (Engels) |

## Onderzoeksinstituten en academische ziekenhuizen
Naast de 17 faculteiten heeft de universiteit ook nog een aantal onderzoeksinstituten en academische ziekenhuizen.

### Onderzoeksinstituten
- Onderzoeksinstituut voor Suikertechnologie
- Kankerinstituut van Zuid-Egypte
- Technisch Verpleegkundig Instituut

### Academische ziekenhuizen
- Academisch Ziekenhuis
- Kinderziekenhuis
- Vrouwenziekenhuis
- Ziekenhuis van het instituut voor tumortherapie
- Studentenziekenhuis
- Ziekenhuis voor hartziekten
- Ziekenhuis voor neurologie
- Ziekenhuis voor neuropsychologische ziekten
- Urologisch ziekenhuis

## Alumni
Bekende alumni van de Universiteit van Assioet zijn:
- Ibrahim Deif (1962), voormalig onderwijsminister van Egypte, studeerde werktuigbouwkunde
- Gamal Helal (1954), Egyptisch-Amerikaans diplomaat en tolk
- Saad El-Katatni (1952), voormalig voorzitter van de Partij voor Vrijheid en Gerechtigheid, studeerde plantkunde
- Shukri Mustafa (1942-1978), voormalig leider van de extremistisch-islamitische groepering Takfir wal Hijra, studeerde landbouwkunde
- Michael Maurice Prince (1984), Egyptisch schrijver, studeerde medicijnen
- Abdel Nasser Tawfik (1967), kwantumfysicus, studeerde theoretische natuurkunde
- Mohammed Tayea (1945-2000), politiek leider, studeerde civiele techniek